# Parafia Narodzenia Najświętszej Maryi Panny w Wieliczkach
Parafia Narodzenia Najświętszej Maryi Panny w Wieliczkach – rzymskokatolicka parafia należąca do dekanatu Olecko – św. Jana Apostoła diecezji ełckiej. Erygowana w 1956.
Proboszczem parafii od 1 sierpnia 2024 roku jest ks. Adam Konopko.